# Willi Seidel

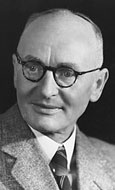
Willi Seidel

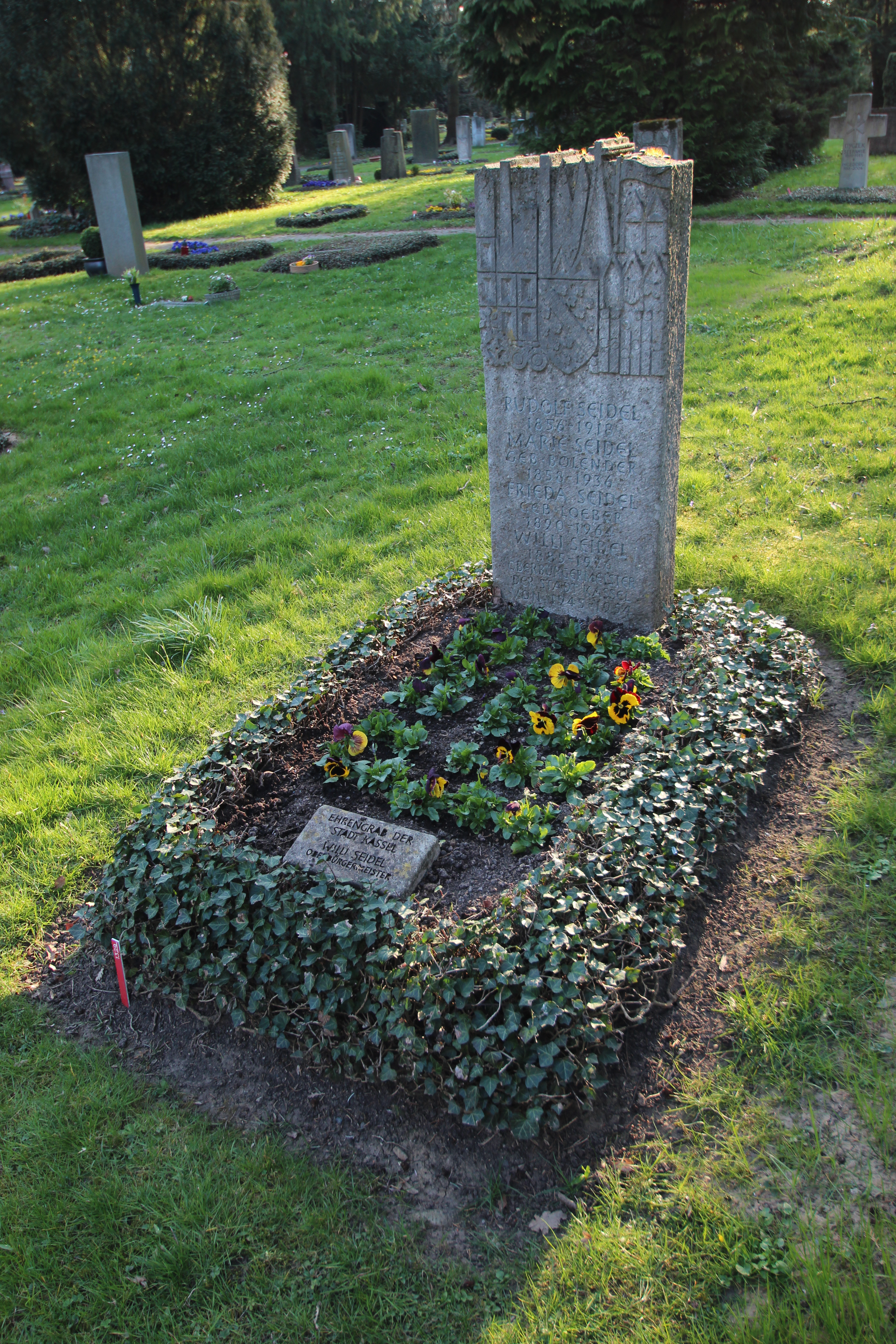
Grab von Willi Seidel auf dem Kasseler Hauptfriedhof

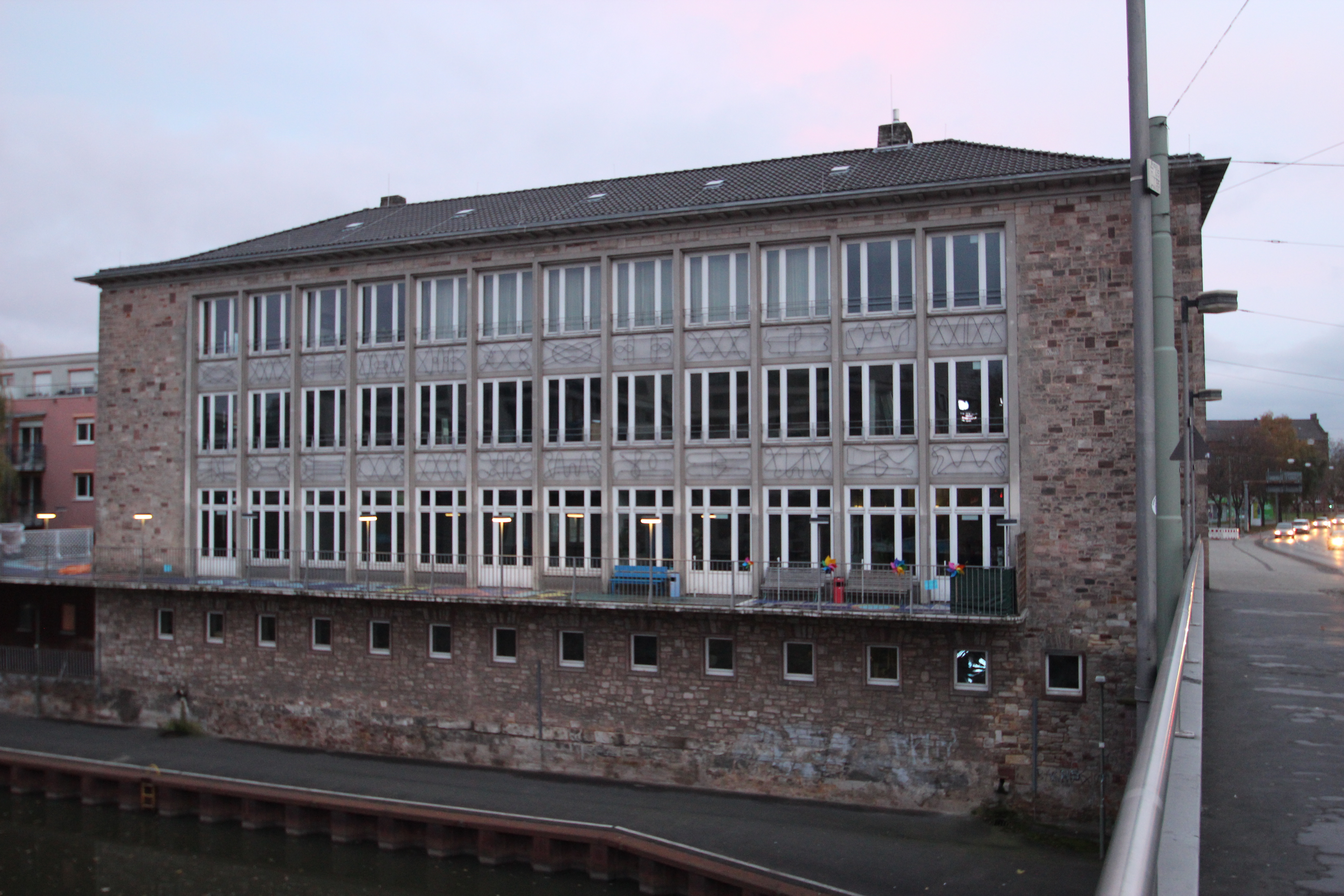
Haus der Jugend, Willi-Seidel-Haus

Willi Seidel (* 1. November 1885 in Kassel; † 9. März 1976 ebenda) war ein deutscher Beamter und Kommunalpolitiker. Von 1945 bis 1954 war er Oberbürgermeister der Stadt Kassel.

## Leben und Beruf
Nach dem Abschluss der Oberrealschule begann Seidel 1903 als Beamtenanwärter seine Ausbildung im kommunalen Dienst der Stadt Kassel. Über die Station als Magistratssekretär wurde 1927 Stadtverwaltungsdirektor. Nachdem er sich zum 1. Juni 1933 von seinem Amt als Personalamtsleiter entbinden ließ, da er nicht das Vertrauen der NSDAP, die die Macht übernommen hatte, besaß, wurde er zum Leiter des städtischen Versicherungsamtes berufen. 1935 war er für die verwaltungstechnische Eingliederung der in jenem Jahr eingemeindeten Nachbargemeinden Harleshausen, Niederzwehren, Nordshausen, Oberzwehren, Waldau und Wolfsanger zuständig.
Die amerikanische Besatzungsmacht erreichte Anfang April 1945 Kassel und setzte Seidel am 7. April als kommissarischen Oberbürgermeister ein. Am 26. Juli 1946 wurde er von der ersten gewählten Stadtverordnetenversammlung nach dem Krieg zum ordentlichen Stadtoberhaupt gewählt. Als zwei Jahre später seine Wiederwahl anstand, setzte sich der parteilose Seidel per Losentscheid gegen den FDP-Kandidaten Fritz Oellers durch. Die Abstimmung hatte ein Patt von je 29 Stimmen für Seidel und Oellers bei einer Enthaltung ergeben. In seiner Amtszeit setzte er sich nicht nur für den Wiederaufbau der Stadt ein, sondern erreichte auch, dass 1955 – ein Jahr nach seinem Ausscheiden aus dem Amt – die erste Bundesgartenschau in Kassel stattfand.

## Ehrungen
- 1953: Großes Verdienstkreuz der Bundesrepublik Deutschland
- 1970: Ehrenbürger der Stadt Kassel
- Ehrengrab der Stadt Kassel
- Benennung des Hauses der Jugend in Kassel zum Willi-Seidel-Haus
- Willi-Seidel-Weg: Ein Wanderweg im Habichtswald, der vom Parkplatz Loipenhaus (oberhalb des Ehlener Kreuz), über Vorwerk Sichelbach, zum Herkules führt.